# چرشووو (استان اسمولیان)
چرشووو (به بلغاری: Chereshovo) یک منطقهٔ مسکونی در بلغارستان است که در استان اسمولیان واقع شده‌است.
 چرشووو  ۸ نفر جمعیت دارد و ۹۳۵ متر بالاتر از سطح دریا واقع شده‌است.